# Église Saint-Pantaléon de Commercy
Pour les articles homonymes, voir Saint-Pantaléon.
L'église Saint-Pantaléon est un monument situé sur la commune de Commercy en région Grand Est dans le département de la Meuse.

## Historique

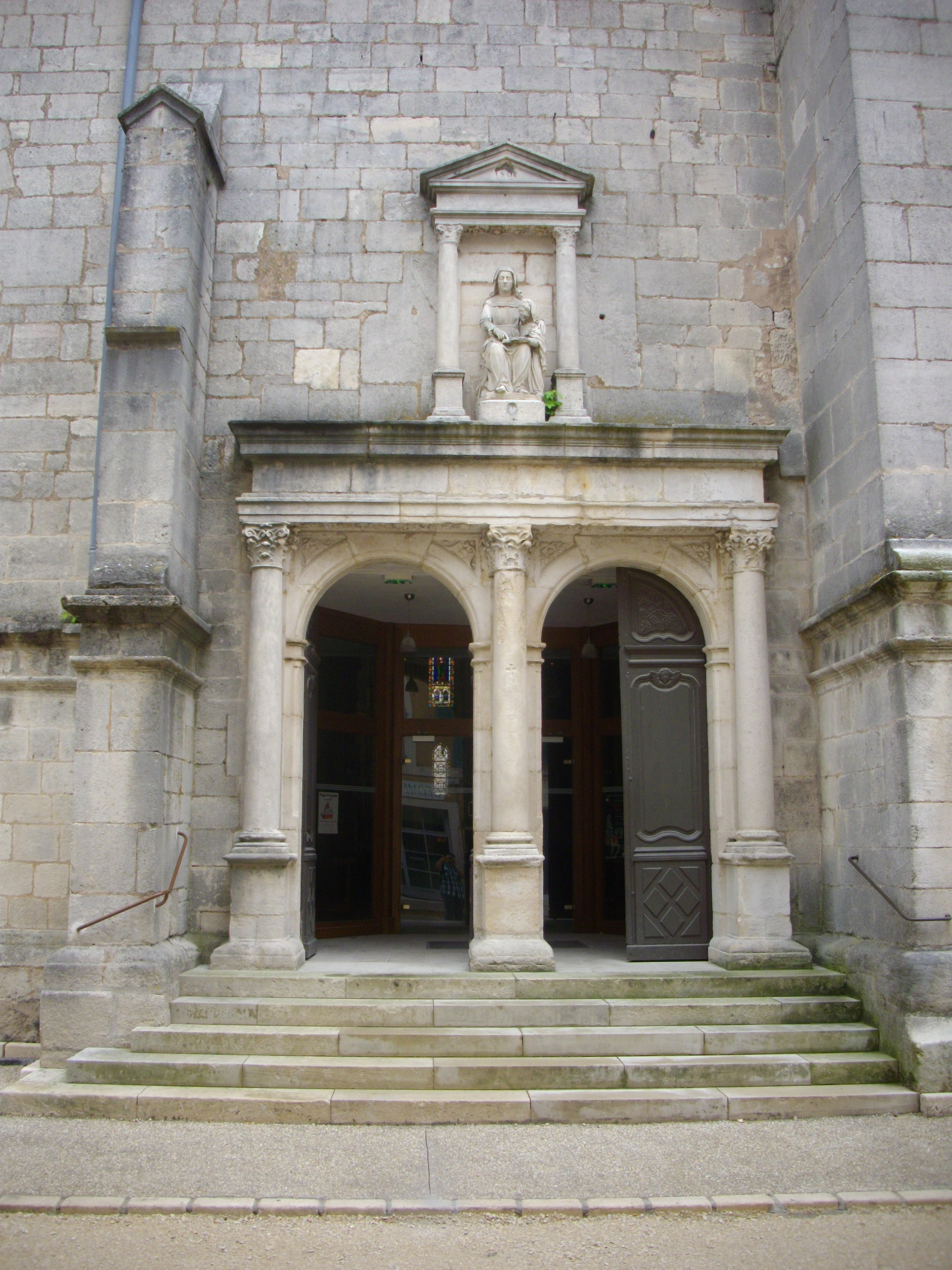
Portail Renaissance.

C'est une église de styles néo-gothique et Renaissance construite avant 1575 sur l’emplacement d'une ancien bâtiment détruit par les troupes de Charles Quint en 1544. Elle est inscrite comme monument historique . Mgr Émile-Christophe Énard, évêque de Cahors y fut archiprêtre.

## Intérieur
En 1600 les reliques de Jacques Pantaléon y furent transférées par Éric de Lorraine abbé de Saint-Vanne et évêque de Verdun. En 1870 le chœur et le transept sont remodelés en style néo-gothique.

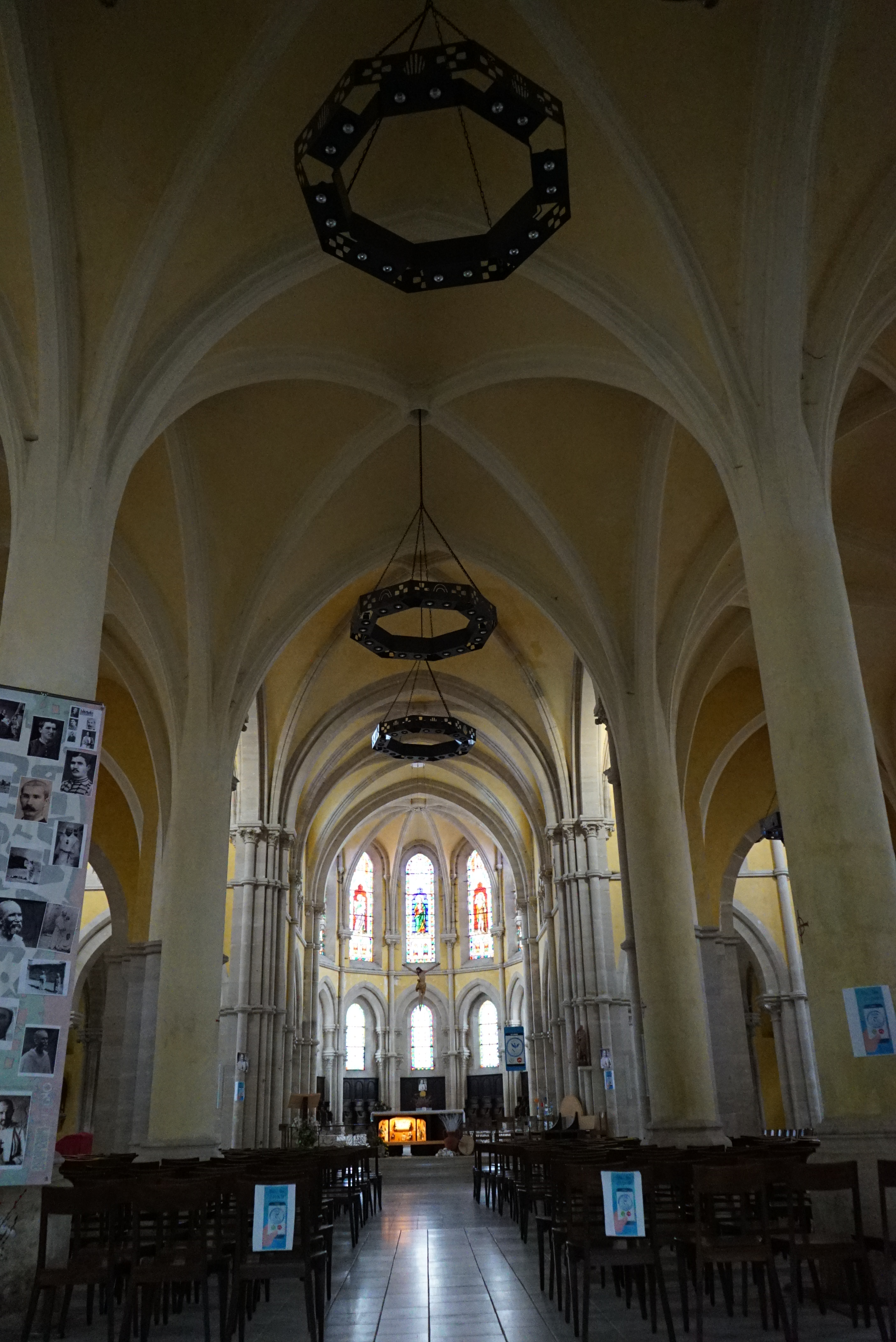
La nef,
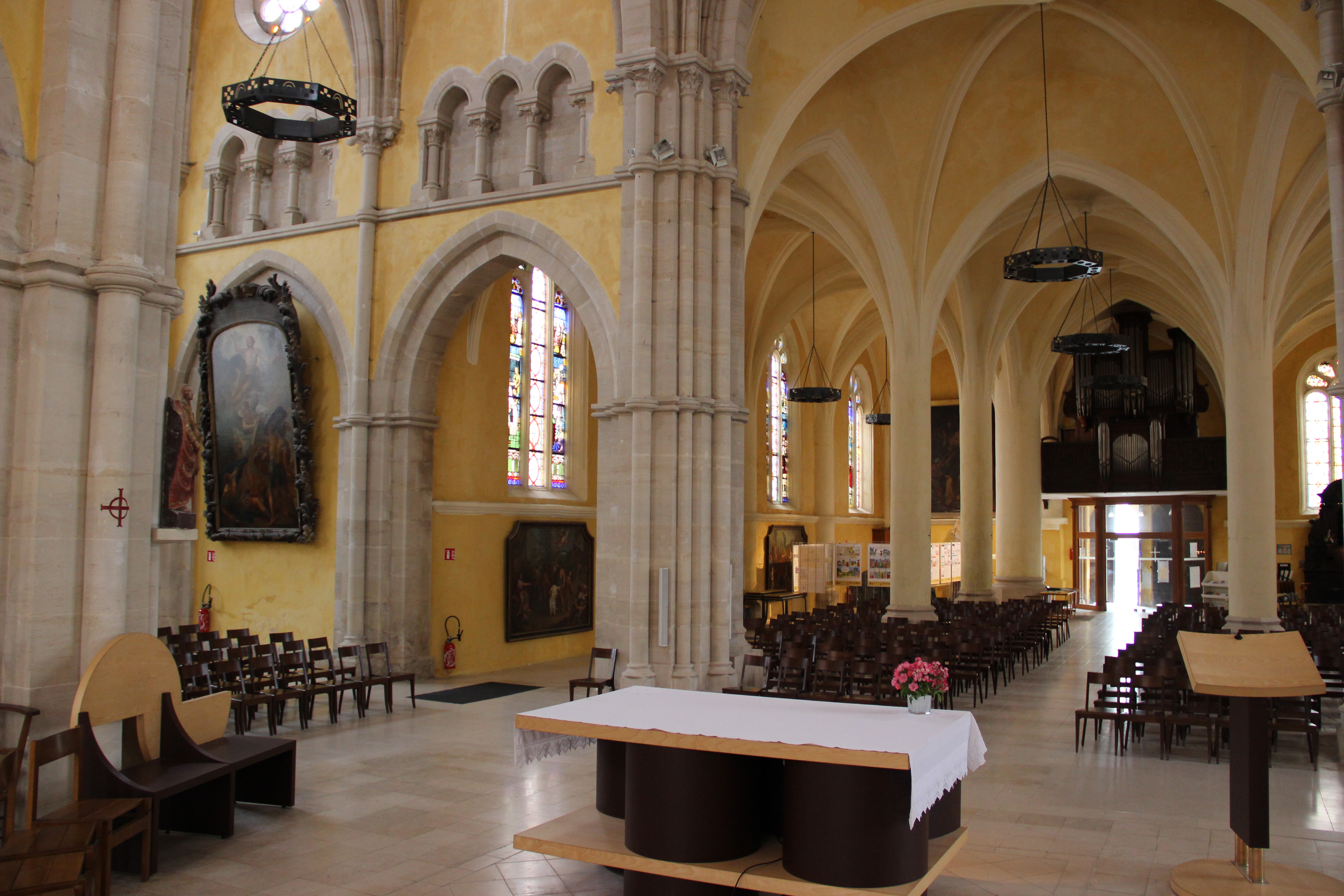
croisée de transepts,
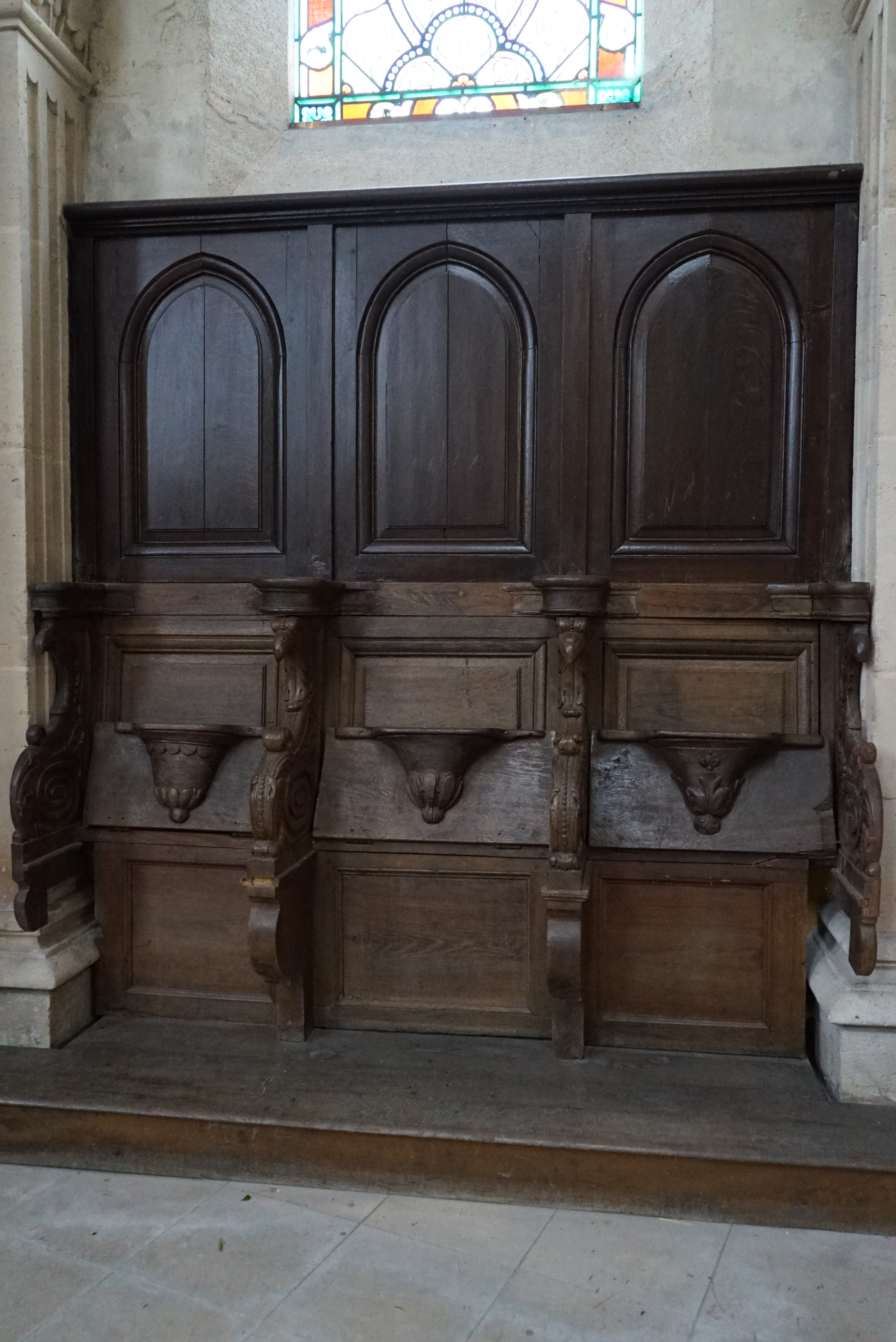
stalles [2],
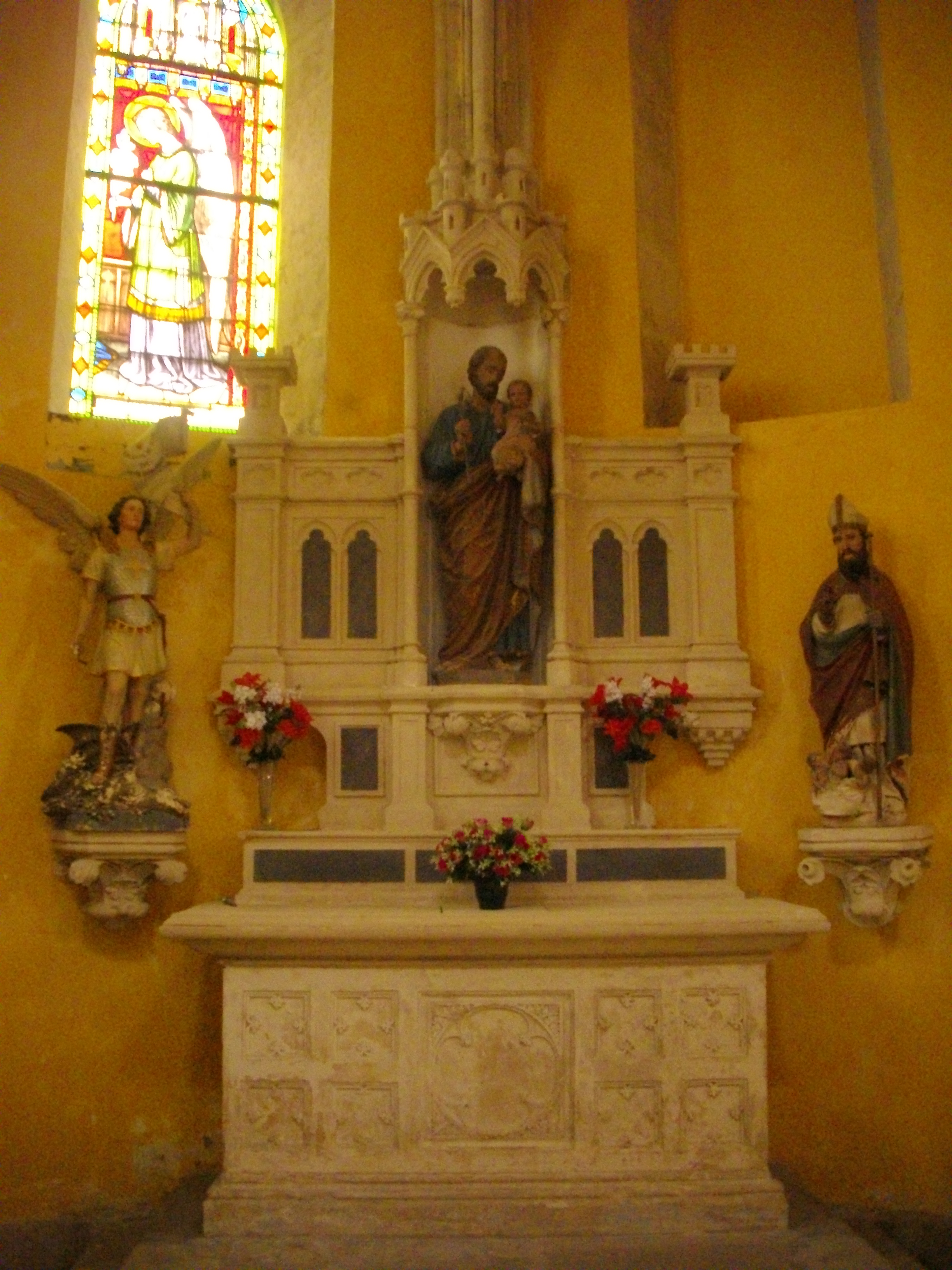
autel latéral,
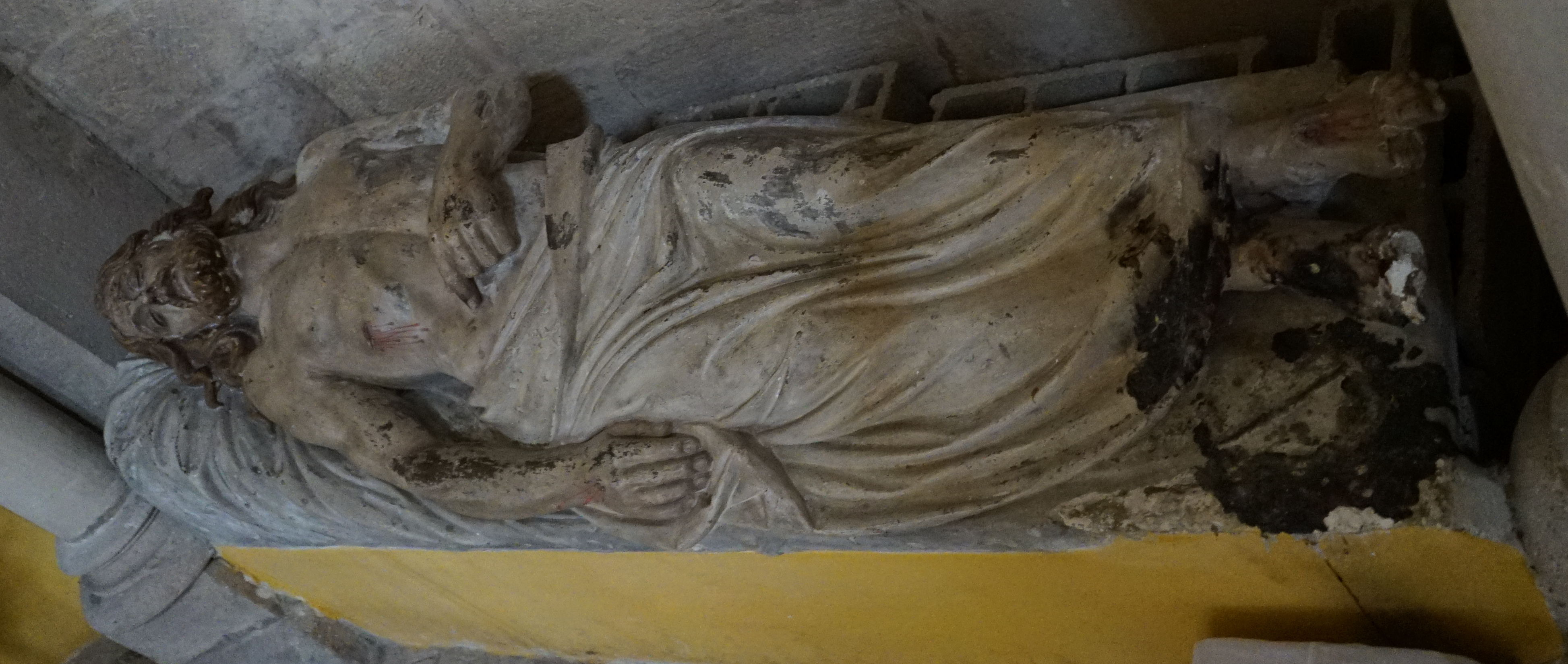
Christ XVIIe siècle,
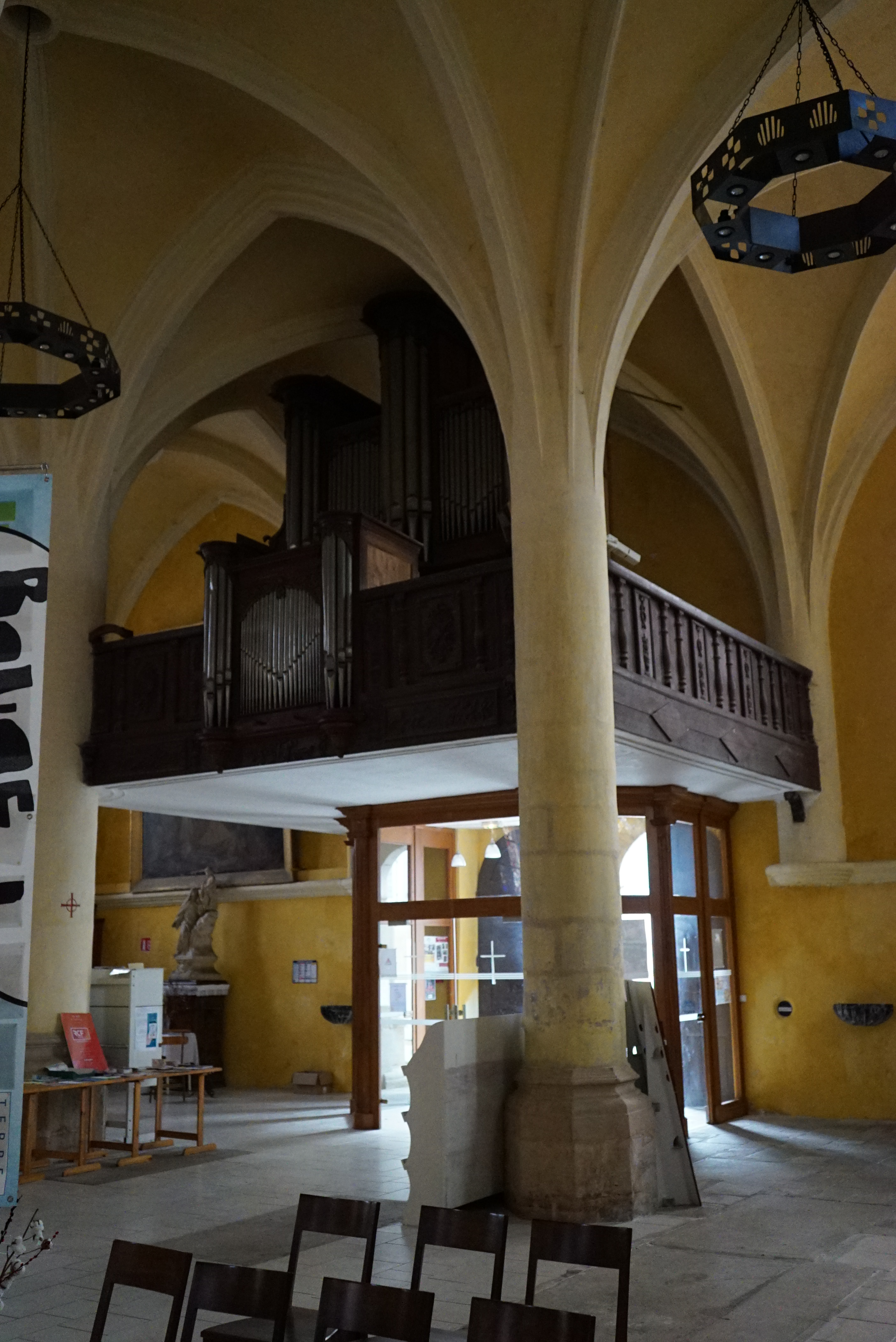
orgues [3],[4] et portail occidental.

### Vitraux
Les stations du chemin de croix se trouvent illustrés dans les vitraux des collatéraux.

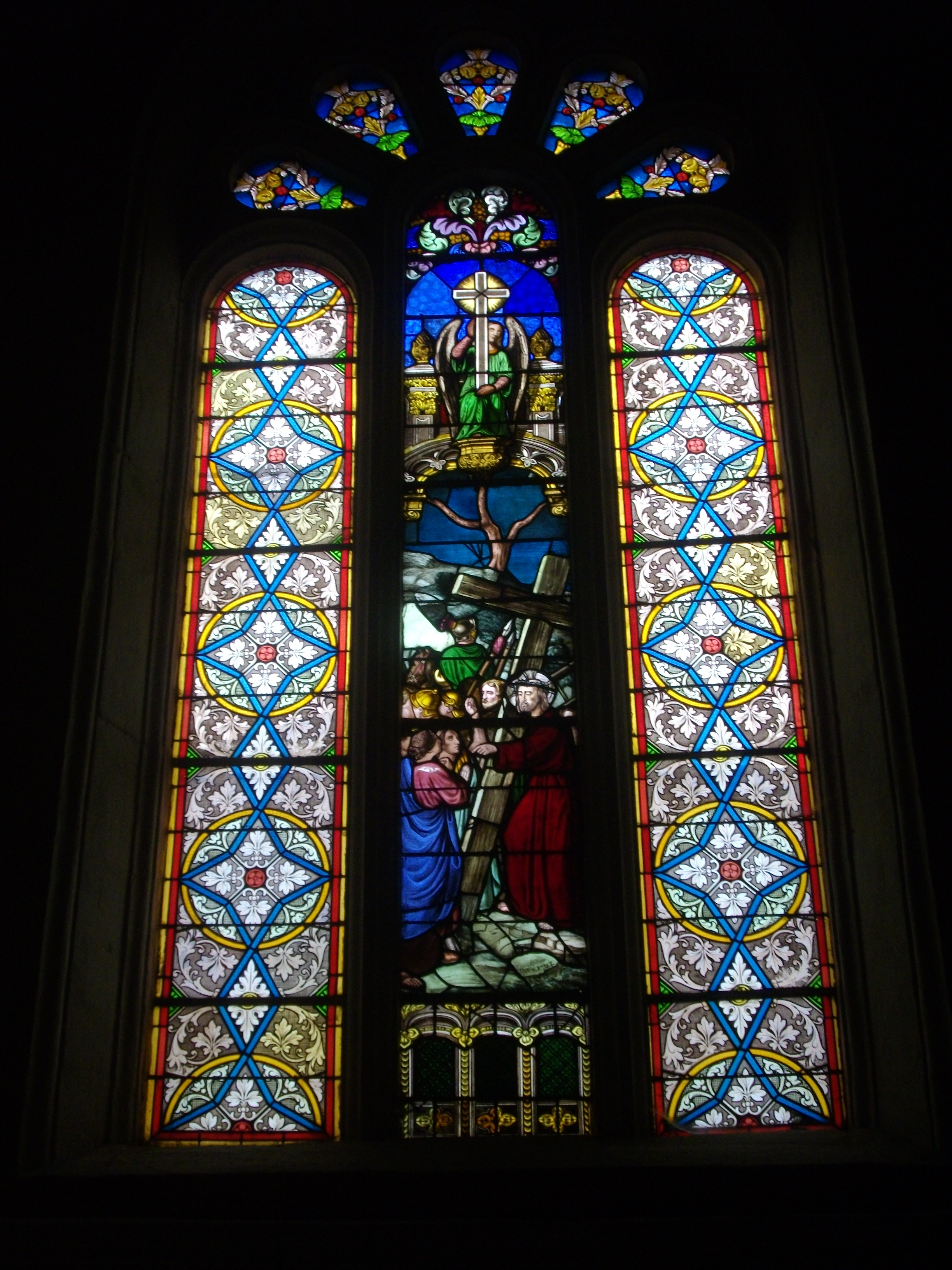
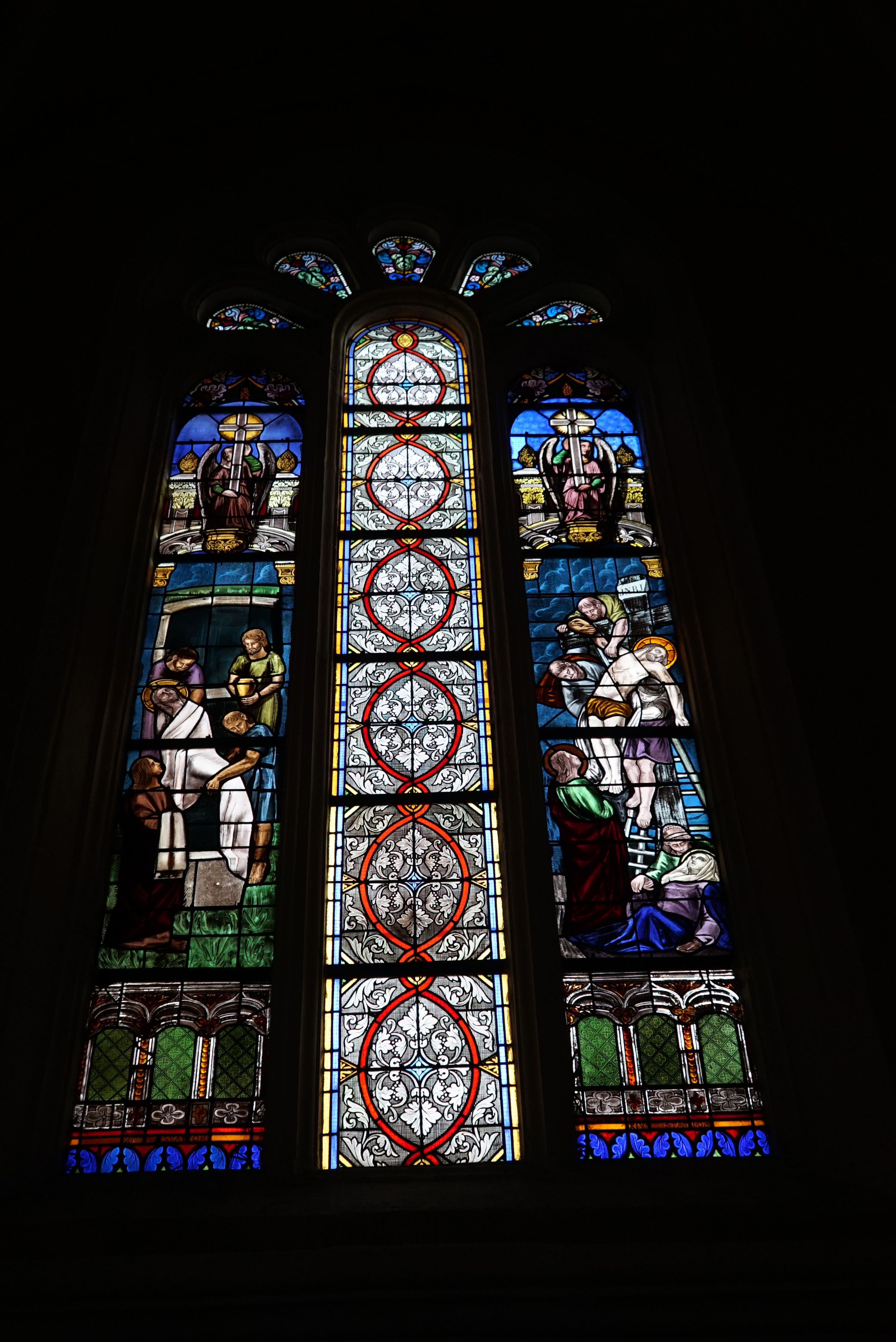
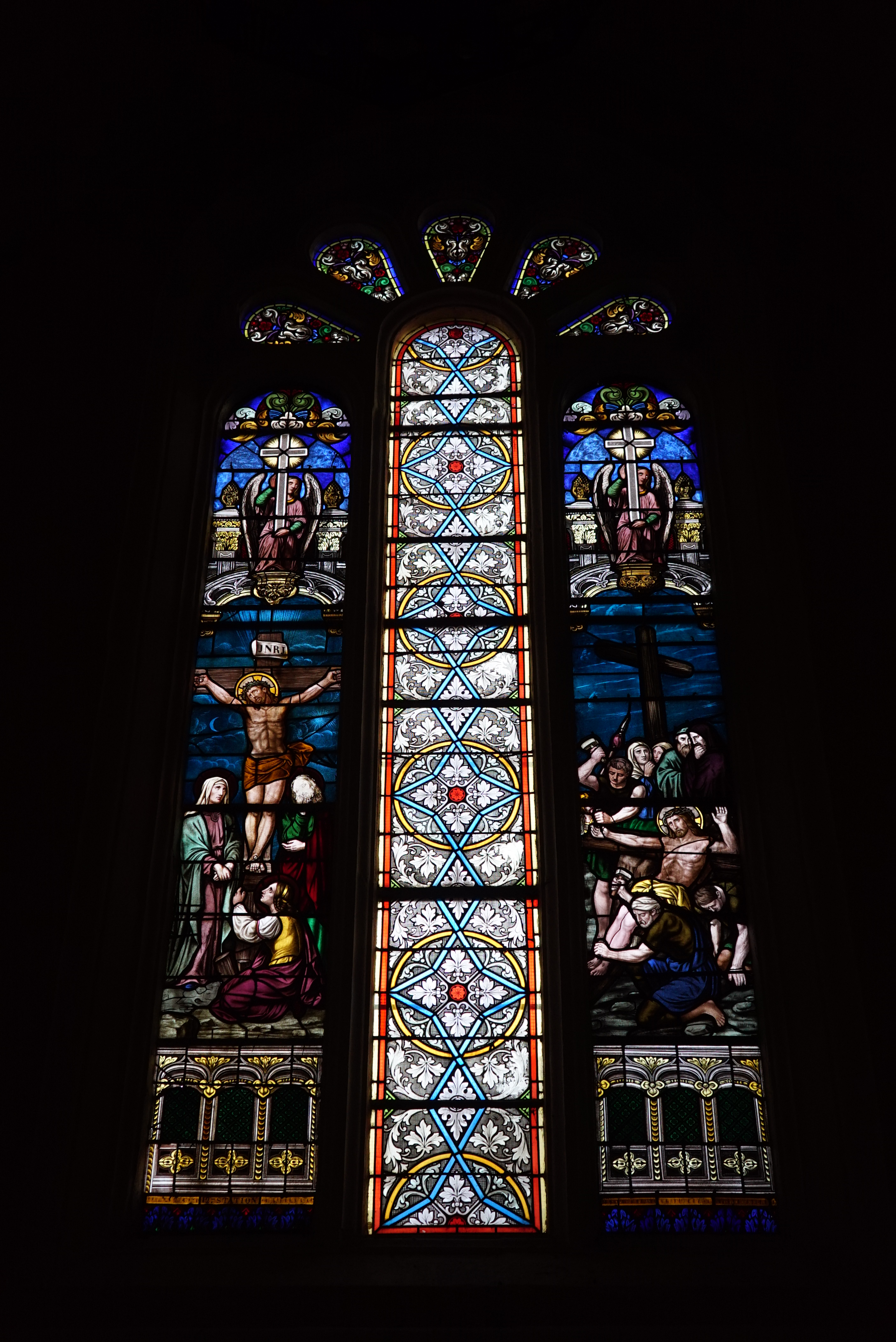
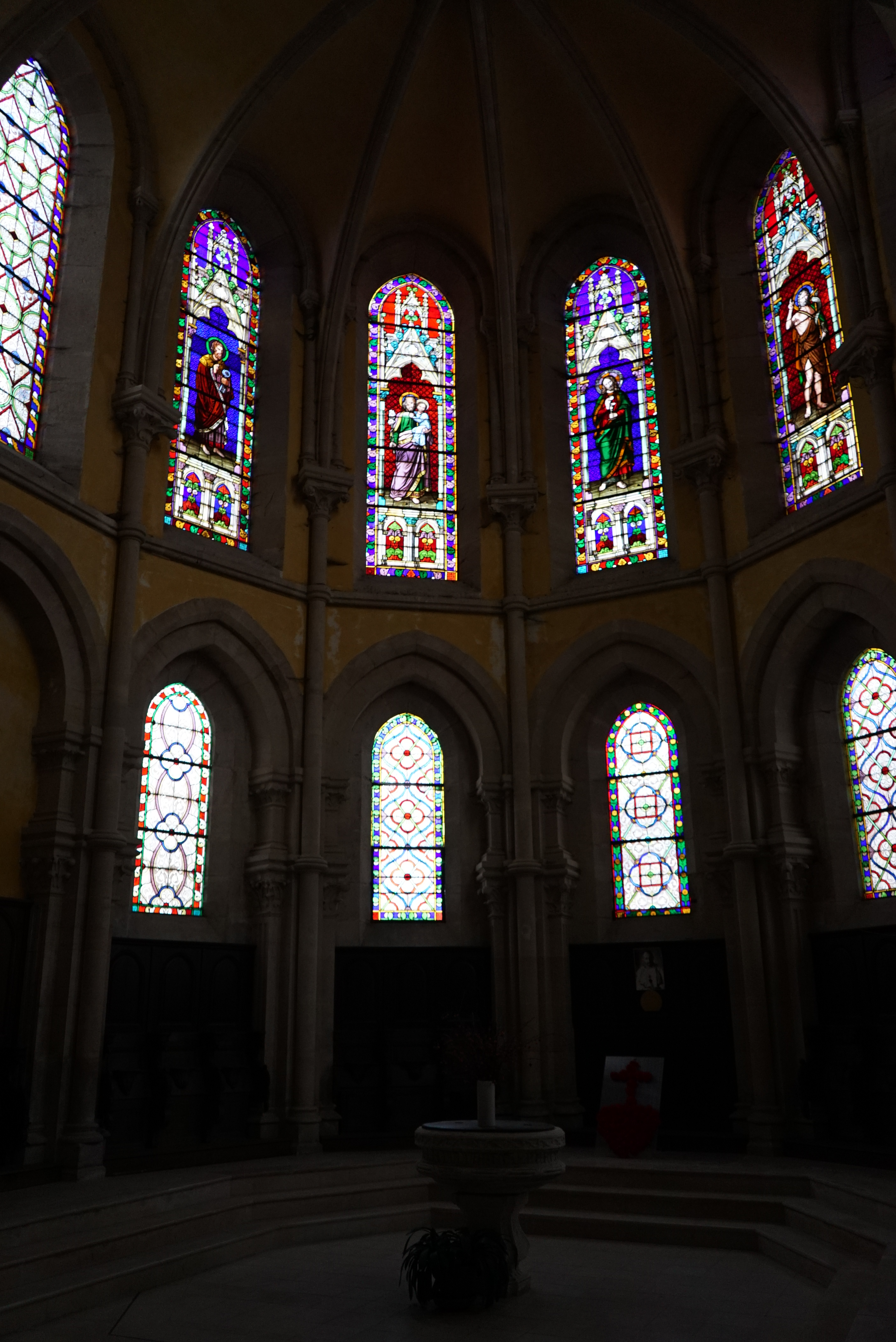
Du chœur.

### Peintures

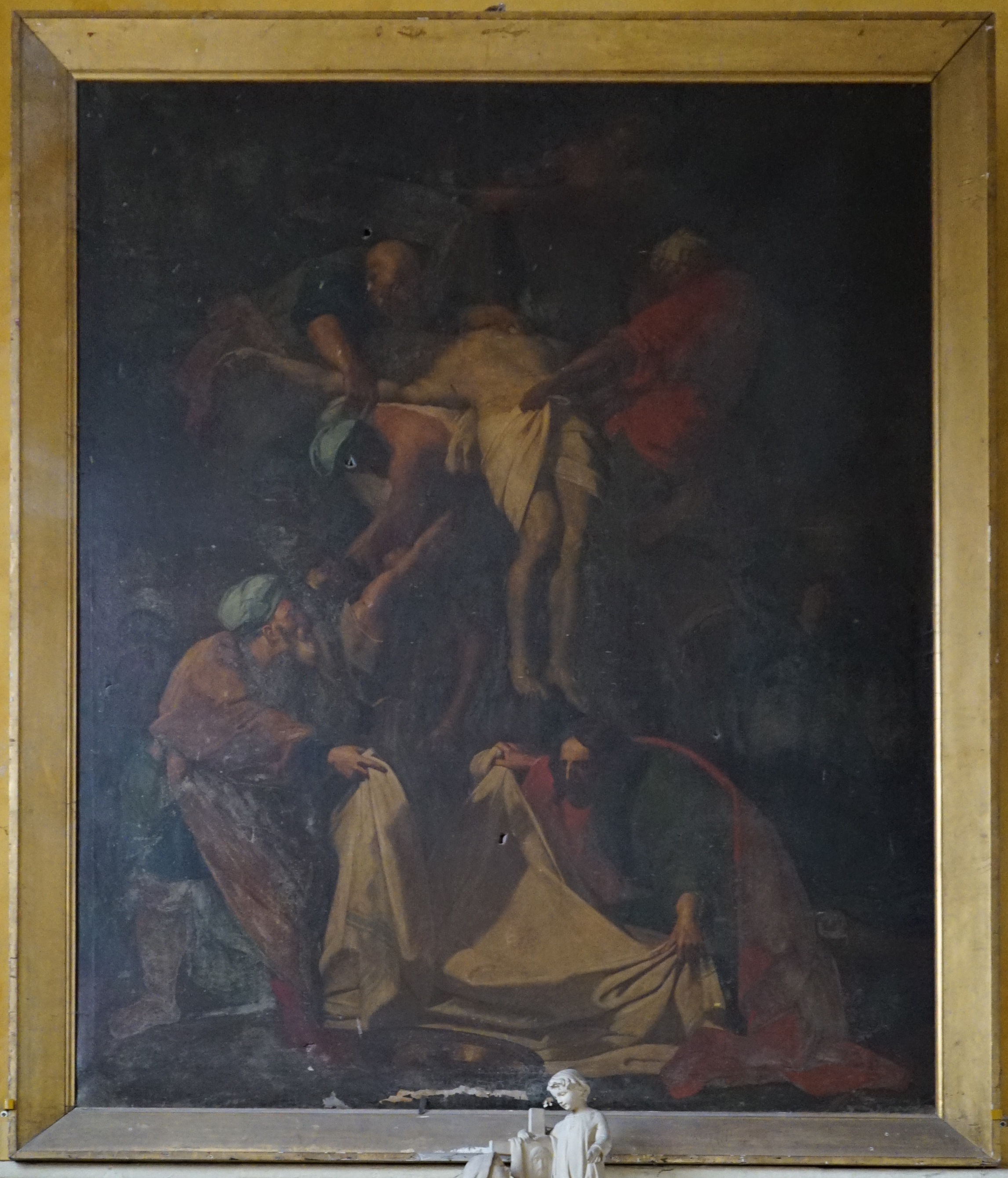
Descente de croix[5],
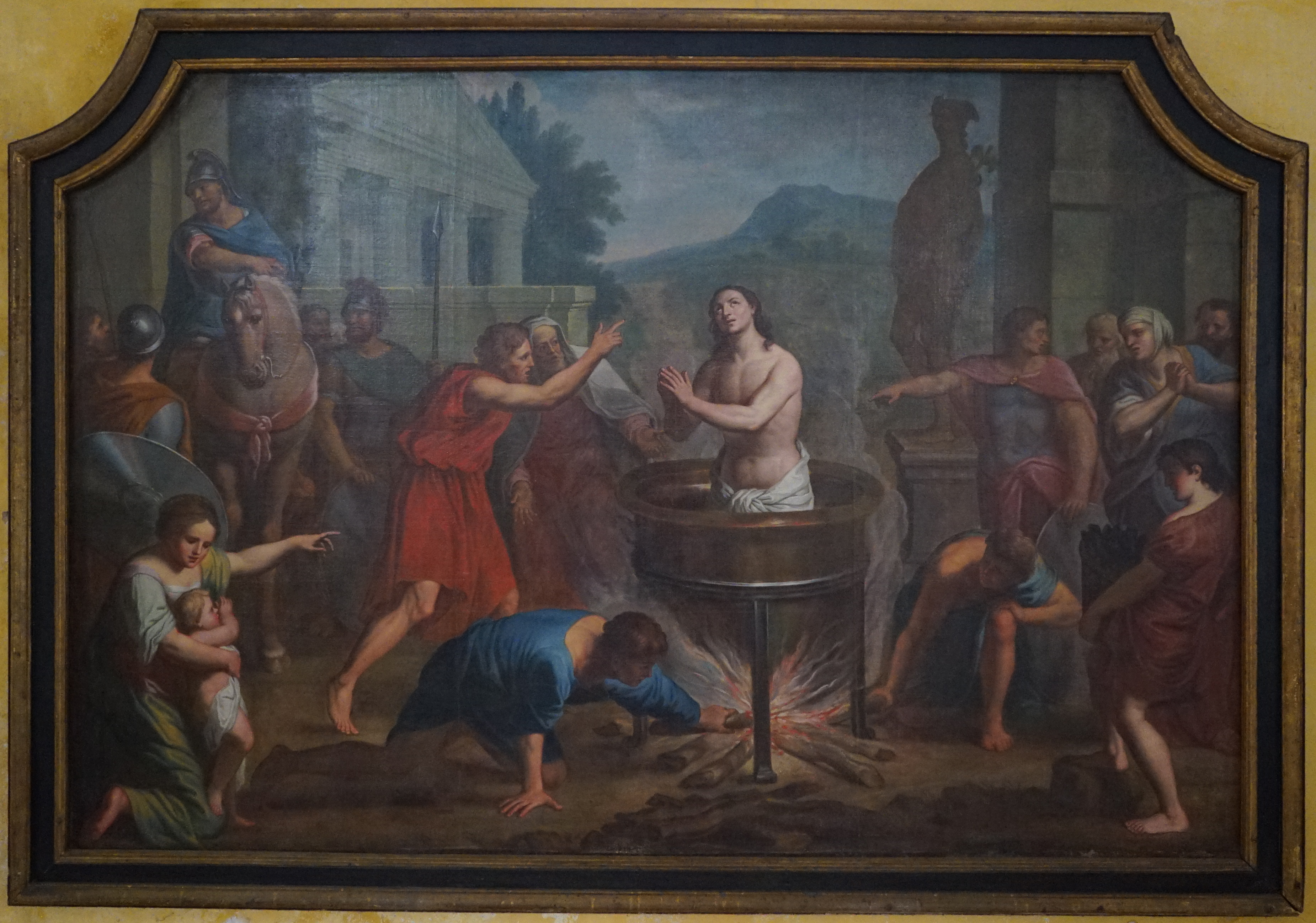
Martyr de Pantaléon
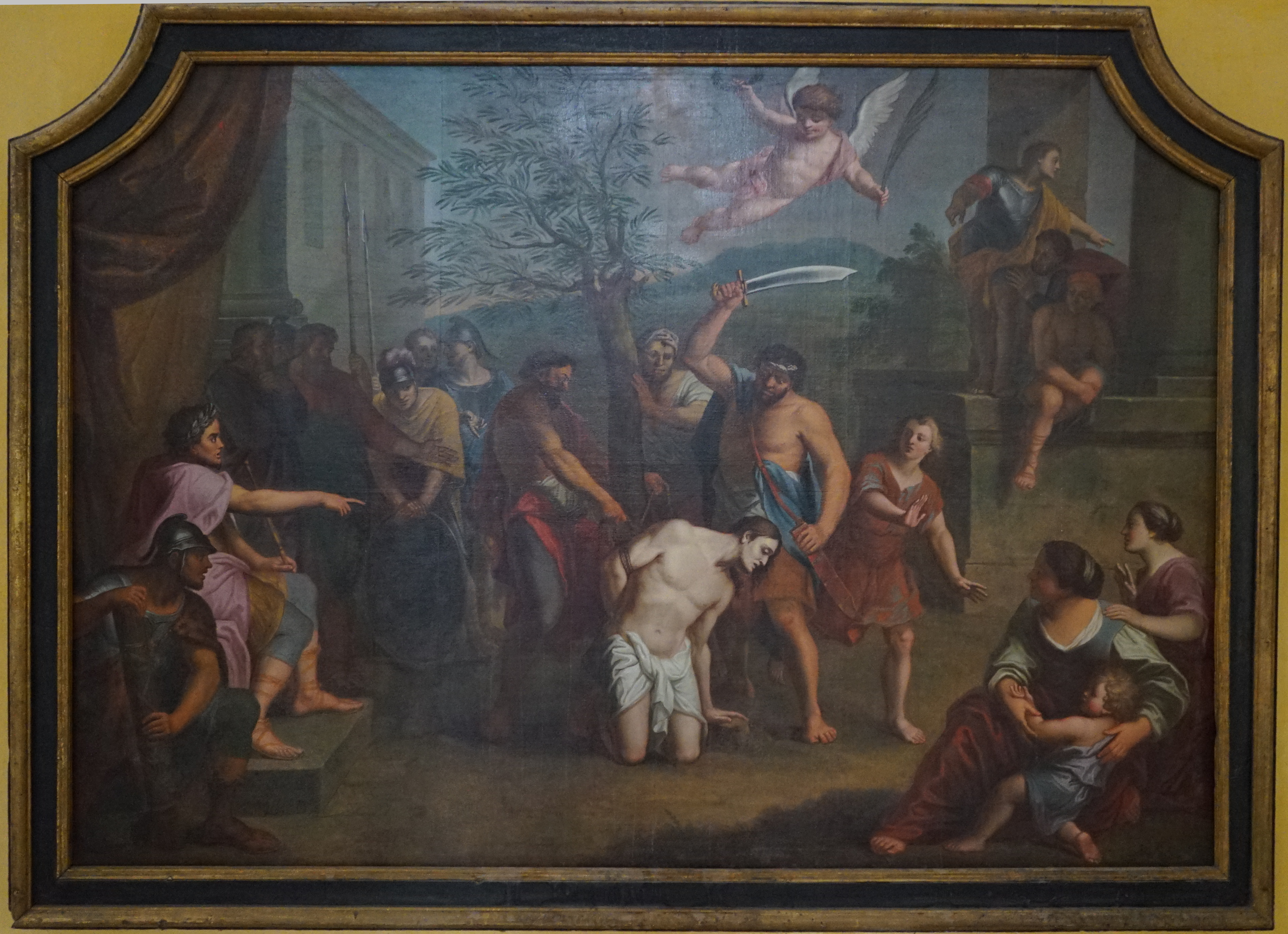
décollation de Pantaléon de Nicomédie[6],,
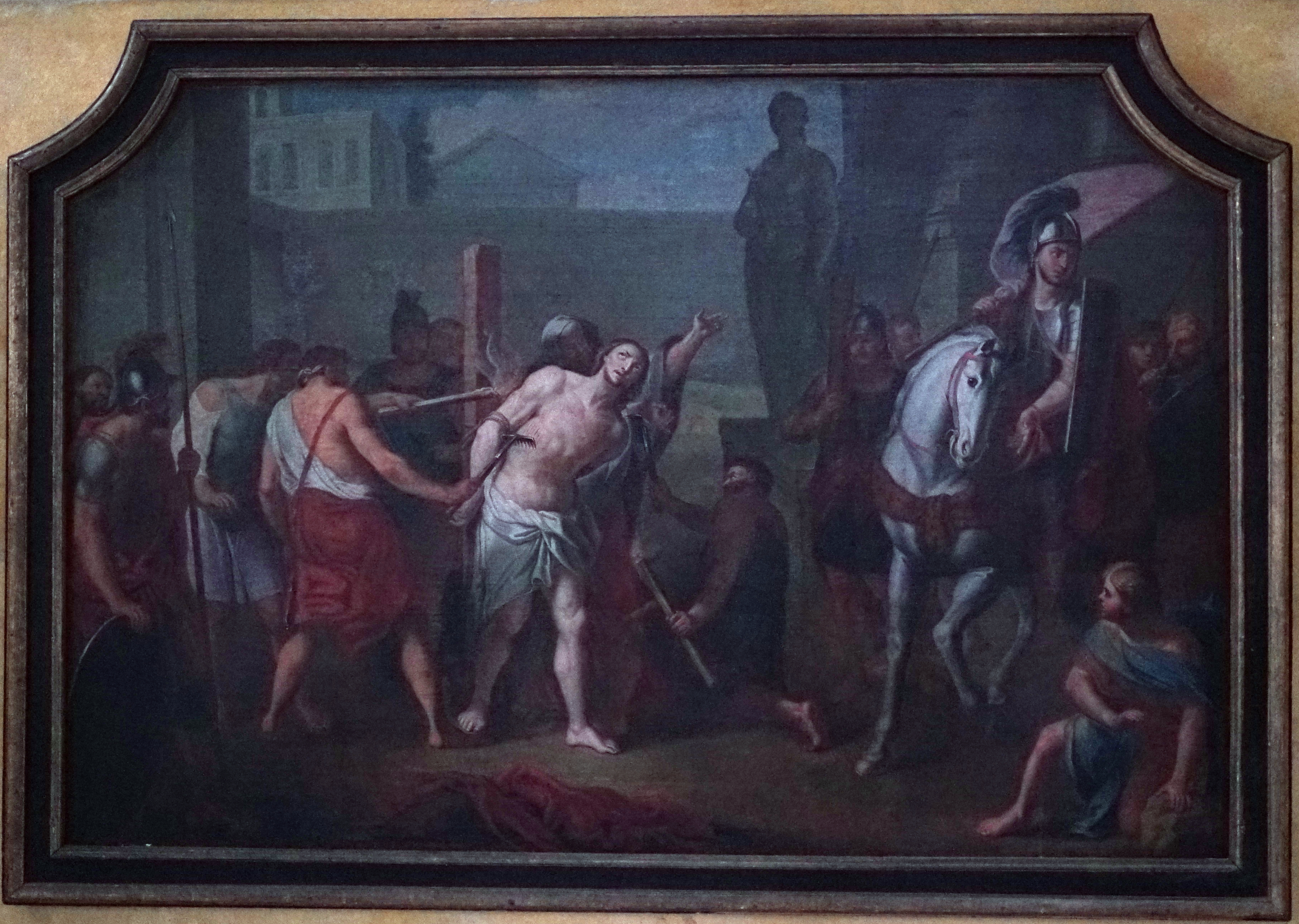
[7],
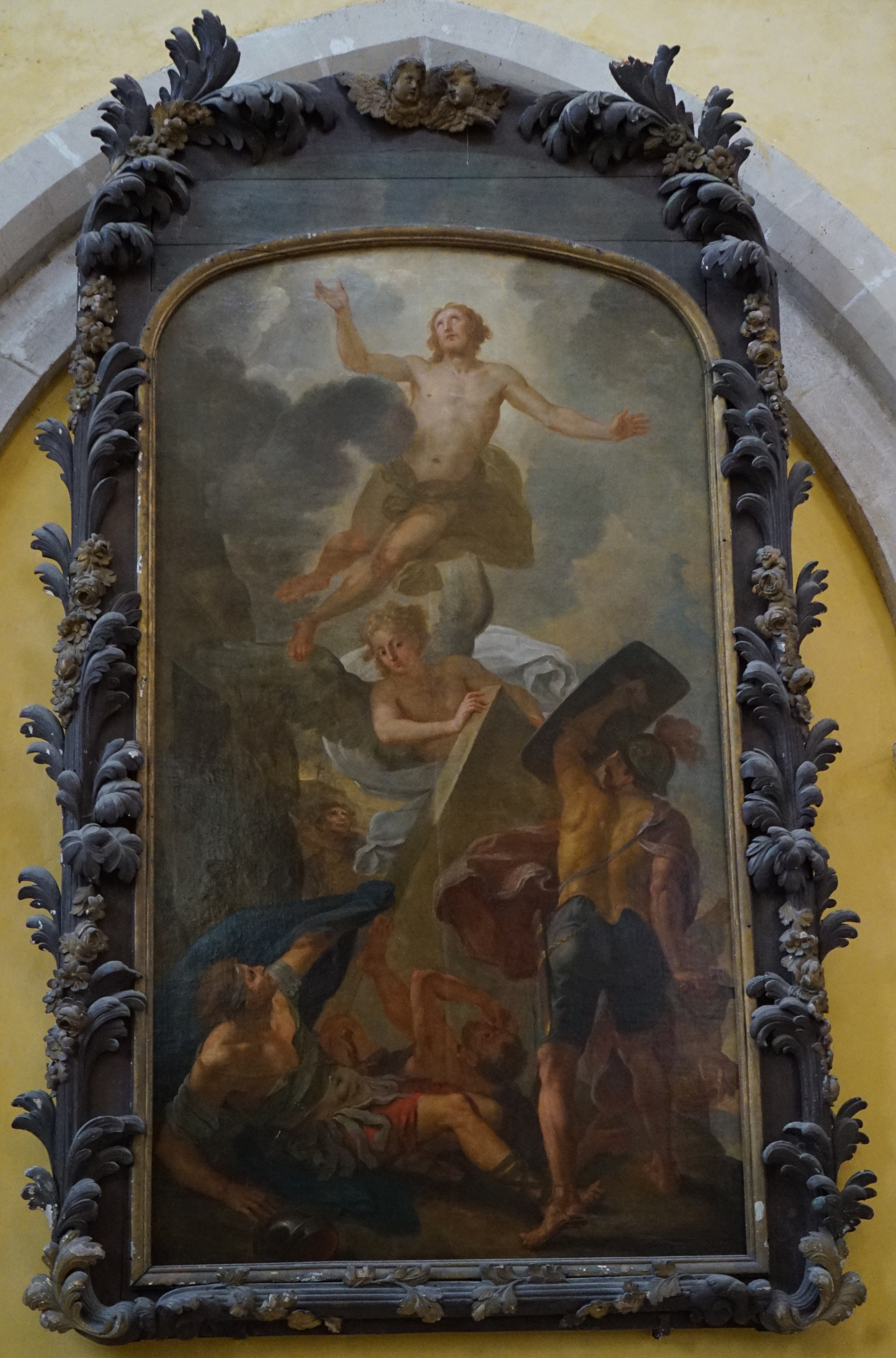
Résurrection du Christ[8],
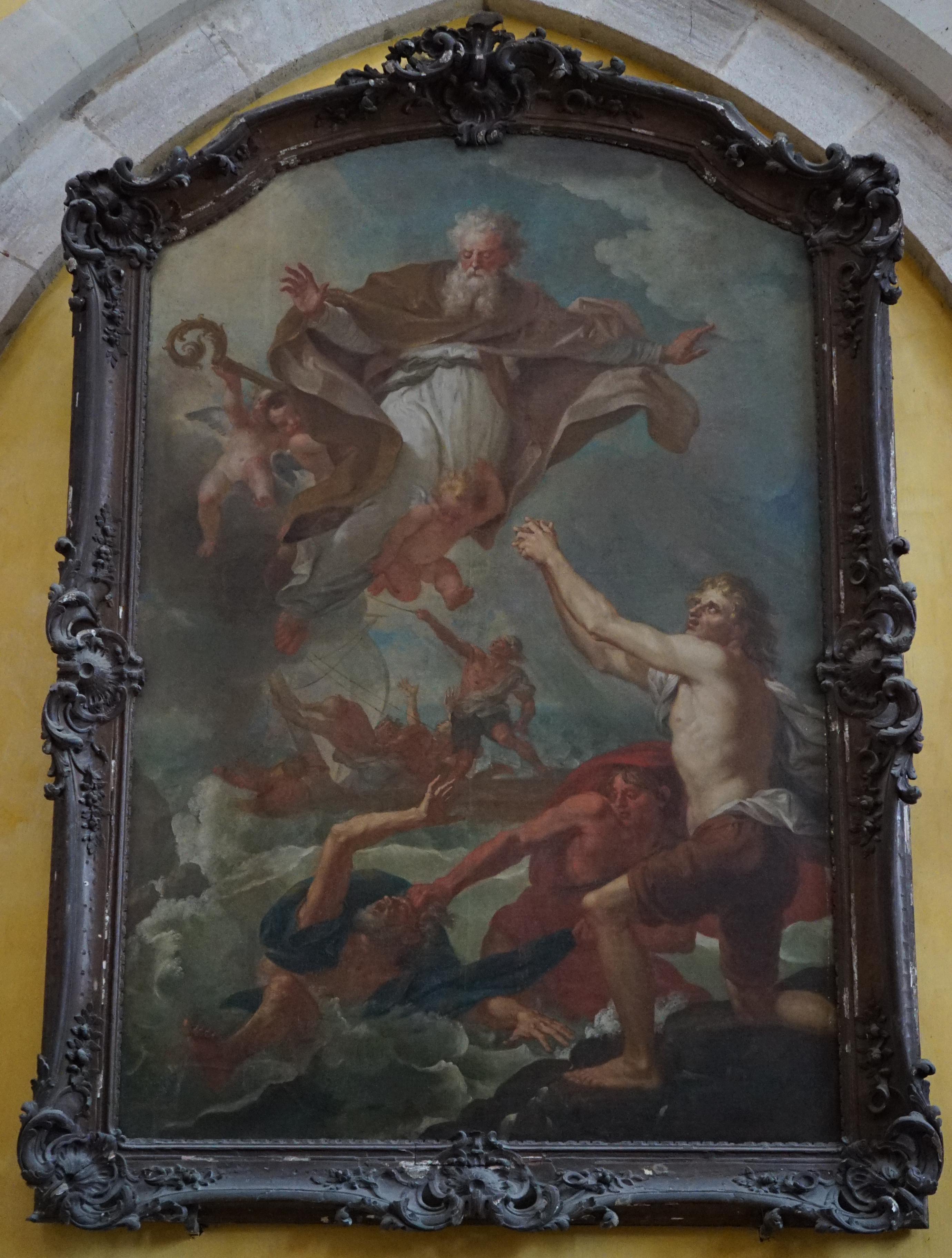

## Extérieur
Il reste quelques pierres tombales à l'est de l'église.

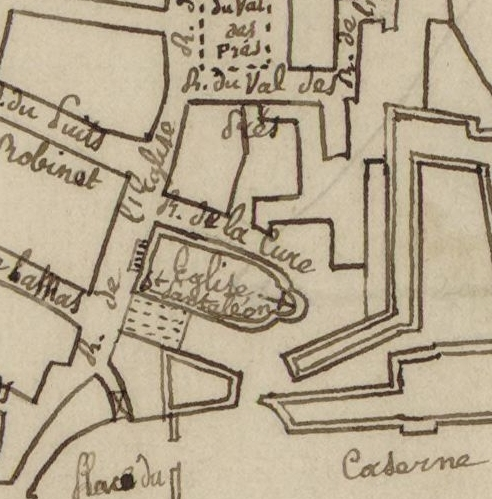
Eglise et cimetière en 1848,
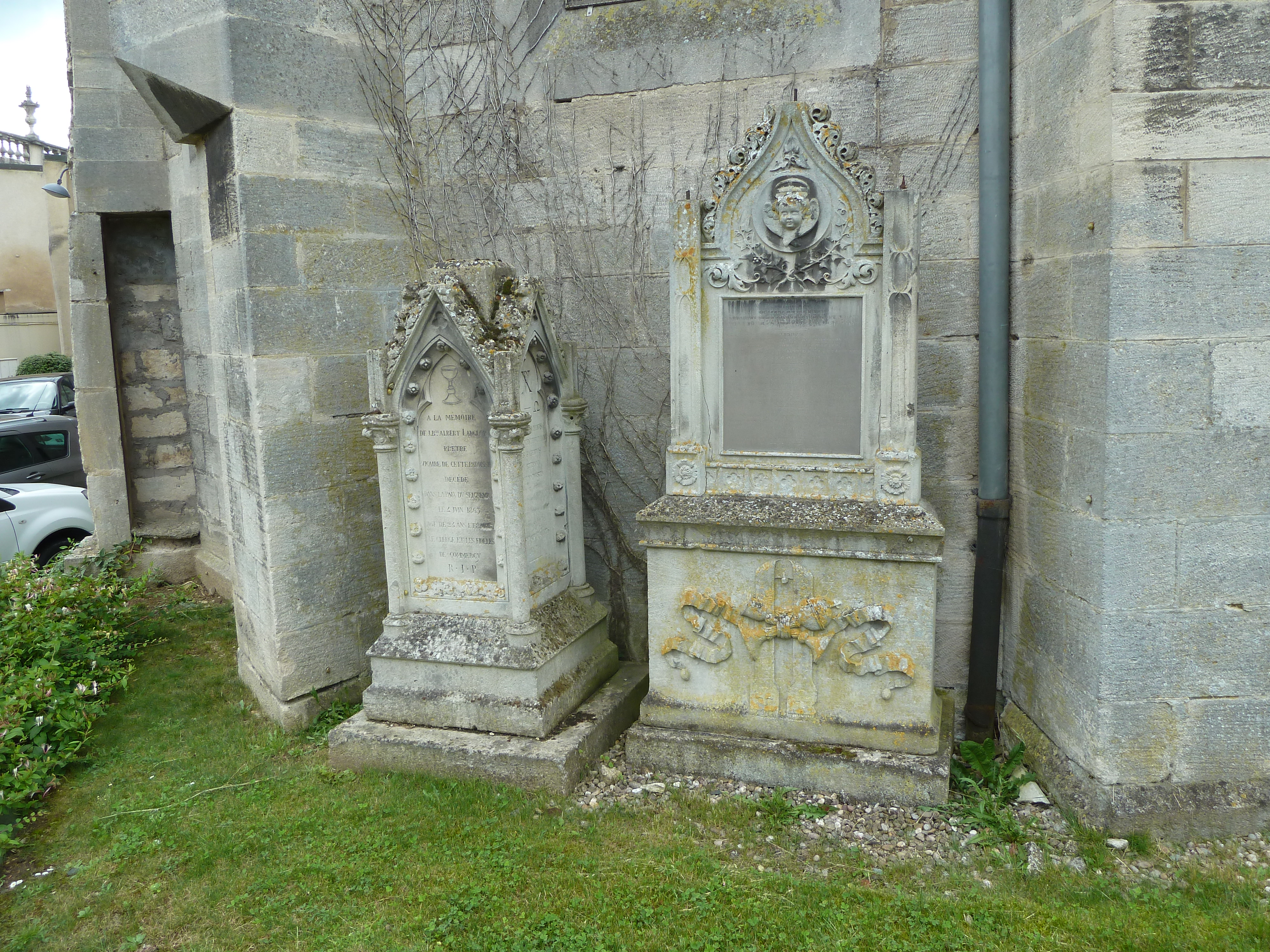
? et P-B Têtu,
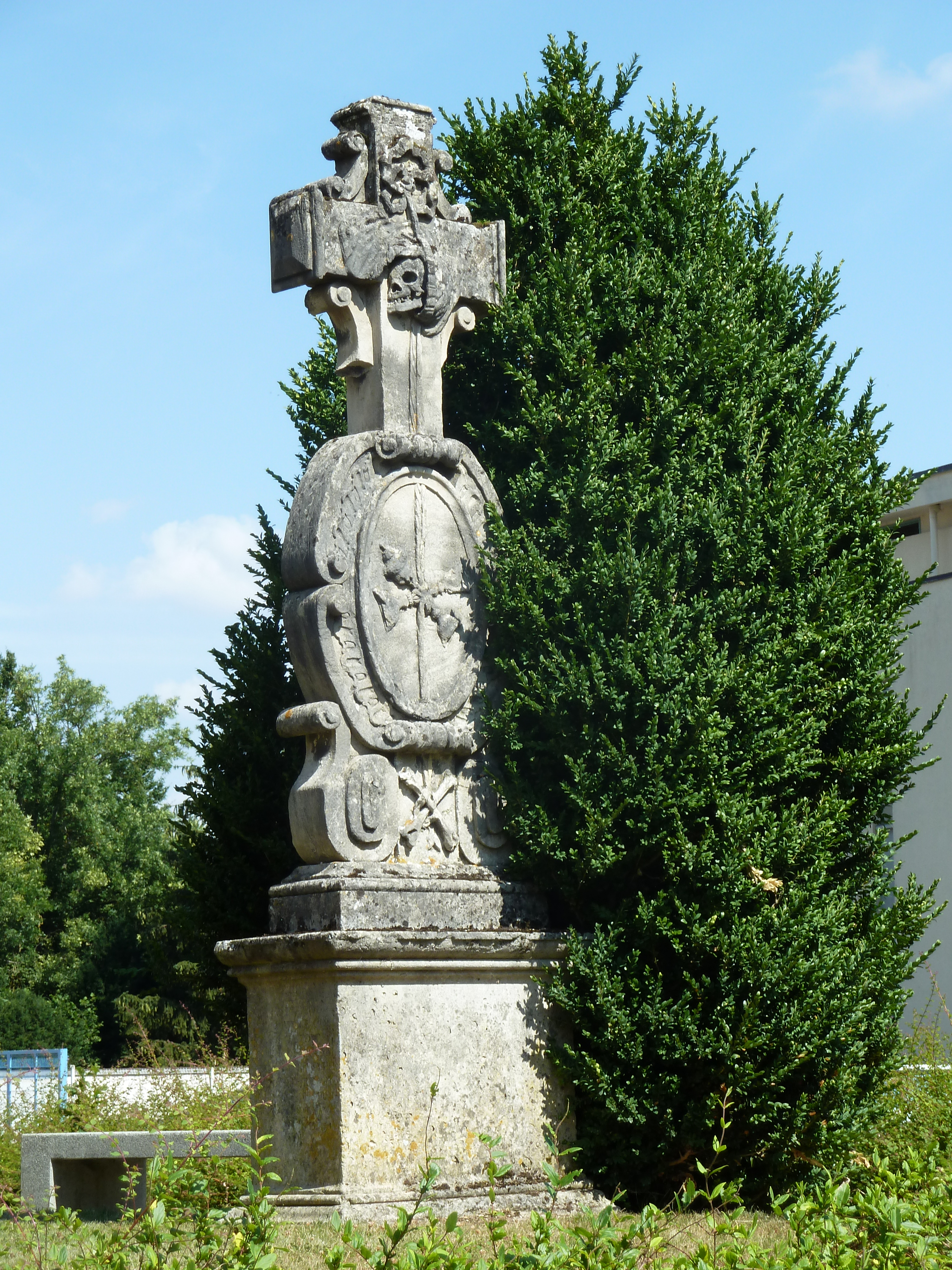
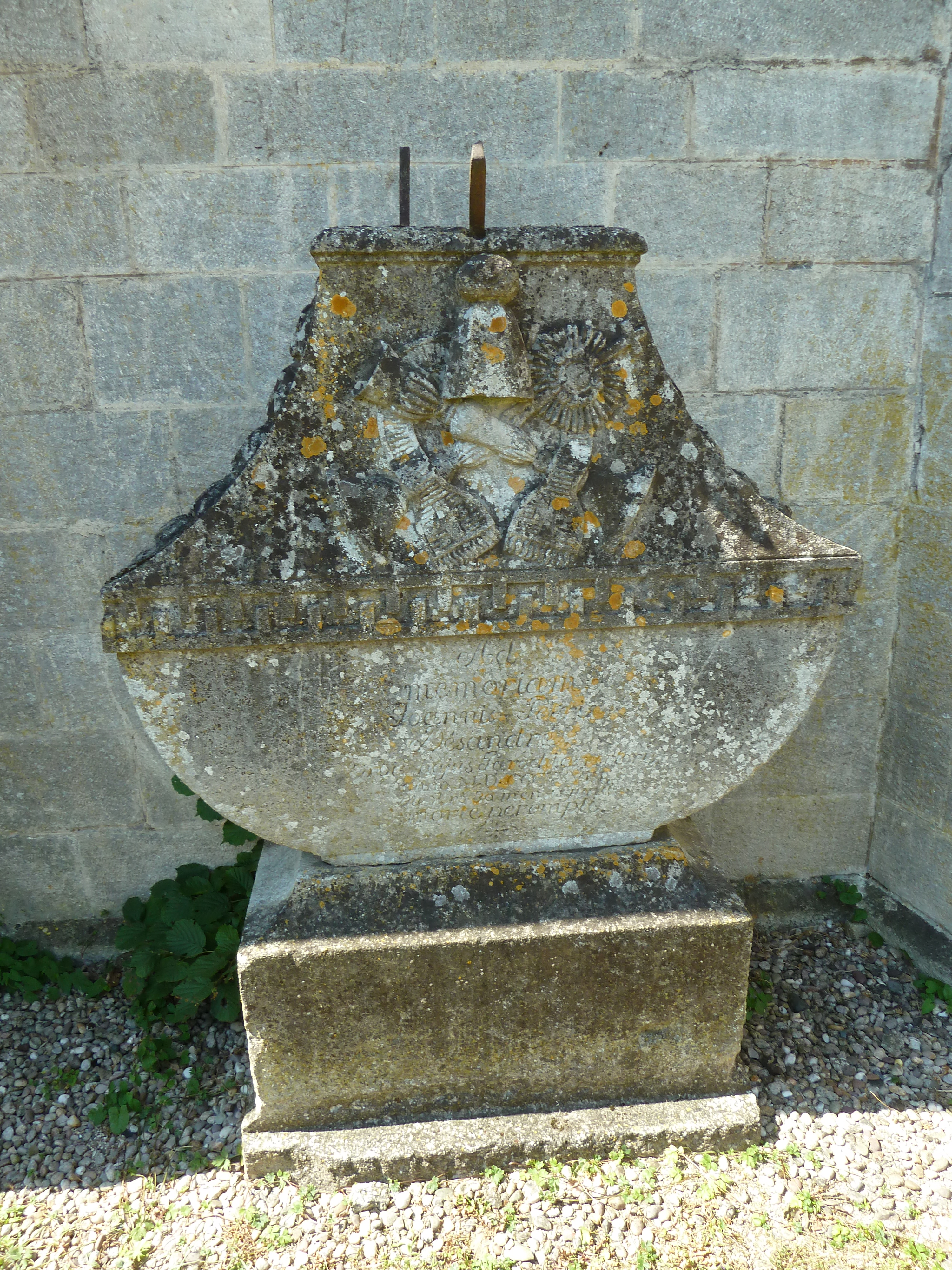
Desange [9],
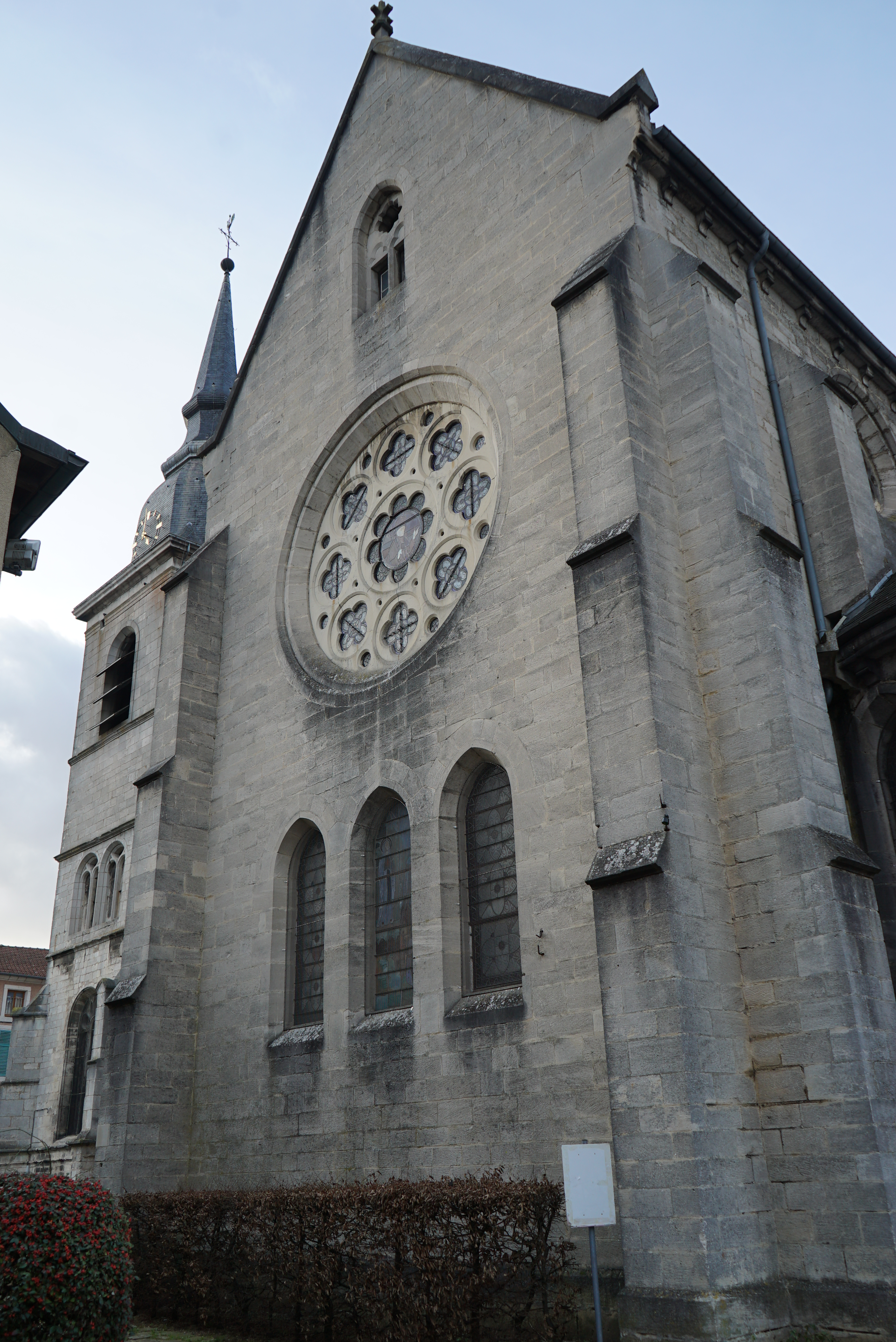
Transept sud et partie de clocher.